# Монагас, Хосе Руперто
Хосе Руперто Монагас Орьяч (исп. José Ruperto Monagas Oriach; 4 июня 1831, Арагуа-де-Барселона, Ансоатеги, Венесуэла — 12 июня 1880, Арагуа-де-Барселона, Ансоатеги, Венесуэла) — президент Венесуэлы в 1869—1870 годах. Сын генерала Хосе Тадео Монагаса.

## Биография
Родился в семье генерала (и будущего президента страны в 1851—1855 годах) Хосе Тадео Монагаса.
В 1857 году, будучи представителем города Матурина, подписал апрельскую Конституцию того же года (фактически — поправки, позволяющие продлить срок президентства до 6 лет). В марте следующего года, в ходе начавшейся гражданской войны, был назначен командующим гарнизоном Арагуа-де-Барселоны, однако, несмотря на публичную поддержку президента Хулиана Кастро, был заподозрен в нелояльности, арестован и посажен в тюрьму Пуэрто-Кабельо.
В июле 1868 года, после триумфа «синей революции», начал военную карьеру — был назначен командующим армией либералов. В этой должности в августе возглавил наступление на крупный порт Пуэрто-Кабельо. Оттуда продолжал руководить «Западным Союзом» (Campaña de Occidente) войск либералов, одержавшим победу над так называемой Лигой Запада (Liga de Occidente), войсками консерваторов. В ходе кампании освободил города Сан-Карлос и Баркисимето.
«Синяя партия», альянс консерваторов и либералов, получила две фракции, которые возглавили Хосе Руперто Монагас и Доминго Монагас Марреро, своим двоюродным братом, сыном Хосе Грегорио Монагаса.
После неожиданной смерти президента Х. Т. Монегаса в 1868 году, внутренние противоречия у «синих» резко обострились. Хосе Руперто вновь занял должность командующего армией. На Внеочередном Конгрессе, состоявшемся в 1869 году, между Хосе Руперто и его кузином Доминго выбирался новый глава партии и страны. Выбор был сделан в пользу Хосе Руперто, Доминго Монагас был избран вице-президентом.
Попытки Хосе Руперто прекратить гражданскую войну оказались безрезультатными.
В начале 1870 года в обстановке растущего хаоса и анархии прошли президентские выборы, на которых Х. Р. Монегнас одержал победу. Однако Конгресс Венесуэлы отказался утвердить его на посту президента, формально сославшись на неполноту представленных списков избирателей.
В феврале того же года произошло вторжение в страну войск бывшего президента Антонио Гусмана Бланко. 27 апреля его войска взяли Каракас, после чего Х. Р. Монагас подписал капитуляцию и оставил общественную деятельность, вернувшись в свои владения в Арагуа-де-Барселона.

## Семья
Братья — Хосе Грегорил Монагас Орьяч, Симон Антонио Монагас Орьяч и Хосе Тадео Монагас Орьяч. Сестра — Висента Монагас Орьяч.
Был женат на Эсперансе Эрнандес.
Сын — Карлос Монагас Марреро, дочь — Луиса Тереса Орьяч Монагас.